# Kocabaş
Kocabaş es un poblado del distrito de Honaz, en la provincia de Denizli, al suroccidente de Turquía. Está ubicada al norte del monte Honaz.
El área administrativa de Kocabaş divide en tres comunas (mahalle): Cumhuriyet, Demokrasi y Hurriyet, cada una dirigida por un Muhtar.
La región tiene es rica en yacimientos de mármol travertino.
En 2002 se encontraron en la localidad fósiles de Homo erectus.